# Predigtwerk Jesu Christi
|  | Dieser Artikel wurde aufgrund von akuten inhaltlichen oder formalen Mängeln auf der Qualitätssicherungsseite des Portals Christentum eingetragen. Bitte hilf mit, die Mängel dieses Artikels zu beseitigen, und beteilige dich bitte an der Diskussion. |

|  | Dieser Artikel oder Abschnitt wurde wegen inhaltlicher Mängel auf der Qualitätssicherungsseite der Redaktion Geschichte eingetragen (dort auch Hinweise zur Abarbeitung dieses Wartungsbausteins). Dies geschieht, um die Qualität der Artikel im Themengebiet Geschichte auf ein akzeptables Niveau zu bringen. Dabei werden Artikel gelöscht, die nicht signifikant verbessert werden können. Bitte hilf mit, die Mängel dieses Artikels zu beseitigen, und beteilige dich bitte an der Diskussion! |

Predigtwerk Jesu Christi (Praedicatio Iesu Christi) ist im beginnenden 13. Jahrhundert im Zuge des Albigenserkreuzzugs die gemeinsame Anstrengung der päpstlichen Legate, Zisterziensermönche und spanischen Kleriker (u. a. Dominikus), die katharische Häresie durch intensivere Predigten zu verdrängen und zu bekämpfen. Man wollte den Gläubigen in Armut und Demut das Wort Gottes näher bringen.

## Historische Einordnung
Der historische Kontext dieser Bewegung liegt in den von Papst Innozenz III. initiierten Bemühungen, allgemein die Predigt und die Seelsorge zu reformieren. Um das Jahr 1200 hatte auch die Pariser Universität, zum damaligen Zeitpunkt eine führende Institution für theologische Fragen, Ideen geliefert. Außerdem war in dieser Phase die katharische Bewegung in ihre Hochphase eingetreten. Dies erforderte eine klare Antwort der katholischen Kirche, um ihre Macht nicht zu gefährden. Aus dieser Gemengelage entwickelte sich das Predigtwerk Jesu Christi als Antwort auf die katharische Bewegung sowie die Reformierung der Seelsorge und der allgemeinen Predigt. 

## Ziele und Ausgang
Zum ersten Mal wurde mit dem „Predigtwerk“ das Ziel verfolgt, die friedliche Überwindung der Häresien durch Überzeugungsarbeit, Predigt und glaubwürdigem Auftreten zu erreichen und damit auch die Seelsorge und die allgemeine Predigt radikal zu reformieren. Es sollte demütig gepredigt werden, ganz im Sinne der Apostel, wandernd und in Armut. Die bisherige Praxis von Klerikern, die oft aus dem Adel stammten und reich an kirchlichen Besitzungen waren, sollte überwunden werden, zumal die Bevölkerung sich nicht mit ihnen identifizieren konnte (deswegen entstanden u. a. auch Bewegungen wie z. B. die Katharer). 
Das Ergebnis dieser Anstrengung lässt sich als gescheitert einstufen, zumal schon im Jahre 1207 Papst Innozenz III. gezwungen war, seine Kriegsdiplomatie aufzunehmen, indem er dem damaligen französischen König Philipp schrieb, dass die Initiative im Toulousain fehlgeschlagen sei und jetzt das Schwert dort eingesetzt werden müsse. Dies war der Auftakt zum Albigenserkreuzzug.